# یاداموولا
یاداموولا (به لاتین: Jadamwola) یک روستا در لهستان است که در گمینا ووکوویتسا واقع شده‌است. یاداموولا ۵۰۰ نفر جمعیت دارد.